# Болгар-2
 Болгар-2  — деревня в Альметьевском районе Татарстана. Входит в состав Старомихайловского сельского поселения.

## География
Находится в юго-восточной части Татарстана на расстоянии приблизительно 17 км на север по прямой от районного центра города Альметьевск.

## История
Основана в 1923—1924 годах переселенцами из деревни Кутемели (ныне Сармановского района).

## Население
Постоянных жителей было: в 1926—221, в 1938—256, в 1949—254, в 1958—183, в 1970—188, в 1979—116, в 1989 — 56, в 2002 — 58 (татары 93 %), 62 в 2010.